# No-CD-Crack
Ein No-CD-Crack oder No-DVD-Crack ist ein Crack, der die Kopierschutzprüfung für optische Speichermedien abschaltet. Diese Cracks sind fast immer auf die spezielle Programmversion und Sprache zugeschnitten und funktionieren nicht mit anderen Versionen oder anderssprachigen Ausgaben der Software.
Wie das Präfix No-CD schon sagt, wird dabei meistens nicht nur die Kopierschutzabfrage ausgeschaltet, sondern jeder Zugriff auf einen zugehörigen Datenträger (ursprünglich meist eine CD) unterbunden. Bei manchen Programmen kommt es dadurch auch zu Einschränkungen, weil optionale Daten nicht geladen werden können, bei Spielen z. B. kann die Sprachausgabe oder die Hintergrundmusik fehlen. Es können auch Grafikfehler oder Instandhaltungsprobleme auftauchen. Meist wird jedoch in einer mit dem No-CD-Crack mitgelieferten Anleitung beschrieben, welche Ordner von der DVD kopiert werden müssen, um solche Probleme zu vermeiden.
In der Praxis handelt es sich bei einem No-CD-Crack meistens um eine ausführbare Datei, die an Stelle der Originaldatei kopiert wird und das Programm startet. Diese Dateien gleichen dem Original vollständig, es fehlt nur die Prüfungsabfrage beim Start des Programms.

## Einsatzgründe
Abgesehen von der illegalen Vervielfältigung steckt für legale Besitzer der gecrackten Software oft einer der folgenden Gründe hinter der Benutzung dieser Cracks:

### Verlängerung der Lebensdauer optischer Laufwerke
Kopierschutzprüfungen verursachen durch ihre Mechanik oft laute und eventuell auch ungewohnte Arbeitsgeräusche beim Zugriff auf Dateien des optischen Laufwerks. Außerdem steigt bei der Rotation der DVD bzw. CD sowie der Bewegung des Lesekopfes auch die Strombelastung im Netzteil bzw. Akkus des Rechners stark an.
Folglich wird argumentiert, dass diese für das jeweilige Spiel eigentlich unnötigen Zugriffe zumindest mechanisch dem Laufwerk schaden und der NoCD-Crack die Lebensdauer des Laufwerks erhöht sowie die Strombelastung reduziert.

### Zeitersparnis
Das Wechseln von CDs oder DVDs zum Starten anderer Programme wird unnötig. Der Anwender spart Zeit. Außerdem werden die Ladezeiten durch No-CD-Cracks wegen der langen Zugriffszeit von optischen Laufwerken teilweise erheblich verkürzt.

### Inkompatibilitäten
In einigen Fällen kann es vorkommen, dass der Kopierschutz sich nicht mit der Hardware oder anderer Software des Besitzers verträgt. Den Hersteller des Programms oder des Kopierschutzes zu erreichen, kann Tage dauern und der Kontakt sogar kostenpflichtig sein, aufgrund der Vielfalt an Software- und Hardwarekonfiguration kann dieser auch oft nicht weiterhelfen. Einen Crack herunterzuladen und zu installieren, dauert jedoch nur wenige Minuten und ist überdies meist kostenlos.
Unter Umständen bringt auch erst der Wechsel (Upgrade) zu einem moderneren Betriebssystem eine Inkompatibilität mit sich: So beendet sich das ursprünglich für Windows 95, Windows 98 und Windows NT entwickelte Spiel Heavy Metal FAKK2 unter dem Betriebssystem-Nachfolger Windows XP beim Starten nur mit einer obskuren Fehlermeldung, letztlich verursacht durch die Art und Weise, wie es den Hardwarezugriff zum Überprüfen des Kopierschutzes durchführt. Da auch der neueste Patch keine Abhilfe schafft und der Hersteller die Unterstützung des Programms schon lange eingestellt hat, ist ein No-CD-Crack in diesem Fall die einzige Möglichkeit, das Spiel unter Windows XP zu starten.

### Illegale Vervielfältigung
No-CD-Cracks werden aber auch genutzt, um Schwarzkopien der Software zu verbreiten, so wird die CD einfach ohne Kopierschutz kopiert oder eine Datensicherung des installierten Spiels wird weiter verteilt. Häufiger sind inzwischen aber Systeme im Einsatz, die mit speziellen Kopien der CD oder DVD arbeiten und ein optisches Laufwerk simulieren, dadurch wird ein normaler Datenträger mit funktionierendem Kopierschutz vorgetäuscht und speziell auf die Software zugeschnittene Cracks sind unnötig.

## Erstellung
No-CD-Cracks werden meist mithilfe von Disassembler und Hex-Editoren entwickelt, wobei umfassende Kenntnisse über Assembler benötigt werden. Während der Entwicklung wird der in der ausführbaren Datei enthaltene Assemblercode nachvollzogen und verändert, es wird also nichts neues programmiert.
Die häufigste Methode zum Umgehen der CD-Überprüfung ist eine Assembler-Sprunganweisung vor der Überprüfung zu dem ersten nach der Prüfung enthaltenen Befehl. Die Veränderung an sich durchzuführen erfordert lediglich grundlegende Kenntnisse im Umgang mit Hex-Editoren, wohingegen das Ermitteln der Positionen für die Sprunganweisung und das Sprungziel aufwendiges Reverse Engineering erfordert. Erfahrenen Cracker gelingt es oft, aus der ausführbaren Datei den Kopierschutz ganz zu entfernen, so dass diese am Ende weniger als ein Zehntel der ursprünglichen Größe besitzen kann und trotzdem voll funktionsfähig ist.
Eine andere Möglichkeit, No-CD-Cracks zu erstellen, ist, die ausführbare Datei des Spiels in eine kleine virtuelle Maschine einzubauen, welche dem Spiel eine vorhandene CD vortäuscht. Dadurch wird die ausführbare Datei größer als das Original, und zumindest bei Spielen ist ein Leistungsverlust erkennbar. Solche No-CD-Cracks sind relativ einfach zu programmieren und sind dadurch meist sehr früh verfügbar. In der Szene sind sie jedoch, vor allem wegen des Leistungsverlustes, weniger beliebt.
Außerdem gibt es noch die Möglichkeit von sogenannten Mini-Images. Dabei werden nur die benötigten Daten der Original-CD in eine CD-Image-Datei (beispielsweise ein ISO-Abbild) kopiert, welches dann mit einer CD/DVD-Emulationssoftware aktiviert wird. Ein solches Mini-Image ist meist nur wenige Megabyte groß.

## Rechtslage
Es ist nach deutschem und österreichischem Urheberrechtsgesetz verboten, „wirksame technische“ Kopierschutzmaßnahmen zu umgehen oder dieser Umgehung dienende Programme herzustellen bzw. zu verbreiten. Diese Vorschrift ist allerdings nicht auf Computerprogramme anzuwenden; dort ist die Dekompilierung durch legale Besitzer unter bestimmten Umständen zur Herstellung der Interoperabilität der Software explizit erlaubt.